# Waltraud Bundschuh
Waltraud Bundschuh (* 7. März 1928 in Würzburg; † 22. Juli 2014) war eine deutsche Politikerin (CSU).

## Leben
Bundschuh besuchte die Oberschule in Würzburg, musste ihren Schulbesuch aber am Ende des Zweiten Weltkriegs mit der mittleren Reife beenden. Sie machte eine Lehre in der ländlichen Hauswirtschaft, die sie mit der Gehilfenprüfung abschloss, und eine Ausbildung zur landwirtschaftlichen Lehrerin und Beraterin. Nachdem sie 1951 das Staatsexamen für den gehobenen ländlichen hauswirtschaftlichen Staatsdienst ablegte, arbeitete sie bis 1955 als Landwirtschaftslehrerin und -beraterin an den Landwirtschaftsämtern in Gerolzhofen, Neuburg an der Donau, Forchheim und Ebermannstadt. Sie studierte an der Verwaltungs- und Wirtschaftsakademie in Nürnberg und war von 1960 an, nachdem sie das Verwaltungs-Diplom erwarb, Spezialberaterin für Haushaltsführung und Haushaltstechnik für den Regierungsbezirk Oberfranken. Von 1962 bis 1978 gehörte sie dem Bayerischen Landtag an. Ab 1966 wurde sie direkt gewählt, zunächst im Stimmkreis Lichtenfels – Staffelstein, 1974 ging dieser dann im Stimmkreis Lichtenfels auf. Bundschuh verstarb am 22. Juli 2014 und wurde auf dem Waldfriedhof München beerdigt.